# 피와 꿀의 땅에서
《피와 꿀의 땅에서》(In the Land of Blood and Honey)는 2011년 공개된 영화이다. 안젤리나 졸리가 감독, 제작, 각본을 맡았다.

## 출연

### 주연
- 자나 마자노빅
- 골란 코스틱
- 라드 세르베드지야
- 브랑코 듀릭

### 조연
- 니콜라 드주릭코
- 자스나 베리
- 돌리아 가밴스키
- 밀로시 티모티예비치
- 다도 제핸
- 골란 제브틱
- 엘머 테직
- 바네사 글로됴
- 페자 스투칸
- 레벤테 토르콜리
- 알렉산다르 듀리카
- 다나 핀조
- 에르민 브라보

## 기타
- 조감독: 타마스 루칵스
- 조감독: 보기 모릭즈
- 미술: 존 허트먼
- 세트: 애너 린치-로빈슨
- 의상: 가브리엘 바인더
- 분장부문: 스잔드라 비로
- 분장부문: 크리스티나 페르
- 분장부문: 노라 카파스
- 분장부문: 데보라 파티노 루더포드
- 배역: 게일 스티븐스